# ОШ „Бранислав Нушић” Доња Трнава
ОШ „Бранислав Нушић” у Доњој Трнави је једна од установа основног образовања на територији градске општине Црвени Крст града Ниша.
Школа као осмогодишња почиње да ради 1956. године. Поред матичне школе постоје и издвојена одељења у Горњој Топоници, Мезграји, Сечаници, Суповцу и Горњој Трнави.
У склопу ваннаставних активности организован је рад секција: драмска, новинарска, рецитаторска секција, хор школе и Kлуб љубитеља страних језика.